# Połowinkino (Kraj Ałtajski)
Połowinkino (ros. Половинкино) – wieś w Rosji, w Kraju Ałtajskim, w rejonie rubcowskim. W 2010 liczyła 1145 mieszkańców.